# Sohland am Rotstein
Sohland am Rotstein este o comună din landul Saxonia, Germania.